# サタふく
『サタふく』は、1981年4月4日から福島テレビで毎週土曜 17:00 - 18:25に放送されているローカル情報番組。2002年3月までは『サタデーふくしま』というタイトルで放送されていた。

## 概要
1981年4月に『サタデーふくしま』として放送開始。初代司会は、遠藤卓と斎藤知加子（ともに当時福島テレビアナウンサー）。スパリゾートハワイアンズや東白川郡棚倉町のリゾート施設「ルネサンス棚倉」のオープン時にはスタジオを飛び出し、そこから1時間全面中継を行った。ちなみに、ルネサンス棚倉の回は番組最高視聴率を記録した。
2002年4月に新たな情報番組としてリニューアル。このリニューアルとともに、番組開始当初から使われていたタイトル『サタデーふくしま』を略した新タイトル『サタふく』を用いるようになった。2003年4月に、藺草が福島県内の全市町村（開始当初は90市町村）を自転車で回る人気コーナー「いぐさひできの自転車でGO!」がスタートした。
2007年9月29日放送分からはハイビジョン（HD）対応となり、2002年4月以来使われていたオープニングタイトルやセットも一新された。リニューアル当初は喫茶店風のイメージが依然として残っていた。
2019年4月からは、39年目に突入。新社屋移転と愛称として「福テレ」を制定したことに伴いタイトルロゴを17年ぶりに変更。スタジオも新社屋に移り、『テレポートプラス』と共用のセットに変わった。また、視聴者のメッセージによりサブタイトルを付けている。
同局がJNN/FNSクロスネットの時代から続く数少ない番組であり、2021年4月で番組開始から40周年を迎えた。
そして、2023年4月より、土曜正午帯から夕方帯へ放送時間帯が移動。

## 放送時間
番組開始時の放送時間は13時00分 - 14時00分。その後は一時期放送時間を90分に拡大したり、11時45分 - 12時45分の1時間枠で放送されたりしていた。
- - 2013年3月30日 12時00分 - 13時00分
- 2013年4月6日 - 2016年3月26日 ：11時30分 - 11時45分・11時58分 - 12時55分（※11時45分 - 11時58分には『FNNスピーク』のため、一時中断。）
  - 2015年6月13日 ：13時05分 - 14時00分
  - 2016年3月5日 ：11時00分 - 11時45分・11時58分 - 12時55分（※11時45分 - 11時58分には『FNNスピーク』のため、一時中断。）
- 2016年4月2日 - 2018年3月31日 ：11時00分 - 11時50分・11時58分 - 12時55分（※11時50分 - 11時58分には『FNNスピークWeekend』のため、一時中断。11時58分 - 11時59分には『FTVお天気情報』を内包している。）
  - 2016年12月24日 ：11時00分 - 14時00分【サタふく年末スペシャル】
- 2018年4月7日 - 2019年3月30日 ：11時30分 - 11時50分・11時58分 - 12時55分（※11時50分 - 11時58分には『FNNプライムニュース デイズ』のため、一時中断。11時58分 - 11時59分には『FTVお天気情報』を内包している。）
  - 2018年12月22日 ：11時00分 - 18時30分【生でGO！GO！おかげさまで５５周年】（※15時00分 - 16時00分には『ウイニング競馬』のため、一時中断。『FTVテレポートプラス』とのタイアップ生放送）
  - 2019年3月30日 ：12時00分 - 13時00分（※新社屋への移転作業のため、旧スタジオ事前収録）
- 2019年4月6日 - 2023年4月1日 ：12時00分 - 14時00分
  - 2019年6月1日 ： 12時00分 - 14時30分（「東北絆まつり」会場から生中継のため、放送時間延長）
  - 2020年4月11日 ： 12時00分 - 13時00分
  - 2020年12月26日 : 12時00分 - 15時00分【2020 サタふく年末特大号】
  - 2021年7月24日 : 12時10分 - 14時00分（※オリンピック中継のため、放送時間変更）
  - 2021年12月25日 ：12時00分 - 15時00分【サタふく４０年のありがとうスペシャル ～届け サンキュー～】
  - 2022年12月24日 ：12時00分 - 15時00分
  - 2023年4月8日 ：12時00分 - 13時00分【サタふく特別版　in富岡】
- 2023年4月15日 - ：17時00分 - 18時25分（※17時30分 - 17時48分には『Live News イット!』のため一時中断[1]）
  - 2023年6月17日 ：16時30分 - 17時25分（※予定）

## 出演者
いずれも当時の福島テレビアナウンサー（松井奏、白鳥久美子、植木安里紗、Rika、小林愛、笠原咲紀、斎藤恭紀、野村浩二を除く）。

### 現在の出演者

#### 司会
- 野村浩二（江戸むらさき）（2017年4月 - ）
- 我如古梨乃（2019年4月 - ）

#### リポーターほか
- 植木安里紗（2014年4月 - ）
- Rika（餃子っ娘）（2014年10月 - ）
- 小林愛（2019年4月 ‐ ）
- 笠原咲紀（2019年4月 ‐ ）
- 白鳥久美子（たんぽぽ）（2013年4月 - ）
- 浜中順子（2016年4月 - ）
- 斎藤恭紀（気象予報士）（2016年4月 - ）

### 過去の出演者
| 期間    | 期間    | 司会       | 司会       | 司会                     | 司会       | 司会       | リポーター | リポーター                          | リポーター       | リポーター | リポーター | リポーター | リポーター |
| 期間    | 期間    | 男性       | 男性       | 男性                     | 女性       | 女性       | 男性       | 男性                                | 女性             | 女性       | 女性       | 女性       | 女性       |
| ------- | ------- | ---------- | ---------- | ------------------------ | ---------- | ---------- | ---------- | ----------------------------------- | ---------------- | ---------- | ---------- | ---------- | ---------- |
| 1981.04 | 1984.03 | 遠藤卓     | 遠藤卓     | 遠藤卓                   | 斎藤知加子 | 斎藤知加子 | 榎本文克   | 榎本文克                            | （不在）         | （不在）   | （不在）   | （不在）   | （不在）   |
| 1984.04 | 1985.03 | 遠藤卓     | 遠藤卓     | 遠藤卓                   | 波江野友子 | 波江野友子 | 榎本文克   | 榎本文克                            | （不在）         | （不在）   | （不在）   | （不在）   | （不在）   |
| 1985.04 | 1987.03 | 高橋雄一   | 高橋雄一   | 金井淳郎                 | 赤間裕子   | 赤間裕子   | 金井淳郎   | 金井淳郎                            | （不在）         | （不在）   | （不在）   | （不在）   | （不在）   |
| 1987.04 | 1987.09 | 高橋雄一   | 高橋雄一   | （不在）                 | 久田直子   | 久田直子   | 金井淳郎   | 金井淳郎                            | （不在）         | （不在）   | （不在）   | （不在）   | （不在）   |
| 1987.10 | 1989.03 | 高橋雄一   | 高橋雄一   | （不在）                 | 吉田名保美 | （不在）   | 金井淳郎   | 金井淳郎                            | （不在）         | （不在）   | （不在）   | （不在）   | （不在）   |
| 1989.04 | 1991.03 | 高橋雄一   | 高橋雄一   | （不在）                 | 吉田名保美 | 青木久美子 | 金井淳郎   | 金井淳郎                            | （不在）         | （不在）   | （不在）   | （不在）   | （不在）   |
| 1991.04 | 1992.03 | 高橋雄一   | 高橋雄一   | （不在）                 | （不在）   | 青木久美子 | 金井淳郎   | 金井淳郎                            | （不在）         | （不在）   | （不在）   | （不在）   | （不在）   |
| 1992.04 | 1994.03 | 金井淳郎   | 金井淳郎   | 金井淳郎                 | 深井さゆり | （不在）   | （不在）   | （不在）                            | （不在）         | （不在）   | （不在）   | （不在）   | （不在）   |
| 1994.04 | 1996.03 | 宮下和宏   | 宮下和宏   | 宮下和宏                 | 深井さゆり | （不在）   | （不在）   | （不在）                            | （不在）         | （不在）   | （不在）   | （不在）   | （不在）   |
| 1996.04 | 1996.09 | 宮下和宏   | 宮下和宏   | 宮下和宏                 | 深井さゆり | 荒井律     | 藺草英己   | 藺草英己                            | （不在）         | （不在）   | （不在）   | （不在）   | （不在）   |
| 1996.10 | 1997.03 | （不在）   | （不在）   | （不在）                 | 深井さゆり | 荒井律     | 藺草英己   | 藺草英己                            | （不在）         | （不在）   | （不在）   | （不在）   | （不在）   |
| 1997.04 | 1997.09 | （不在）   | （不在）   | 藺草英己                 | 深井さゆり | （不在）   | （不在）   | （不在）                            | （不在）         | （不在）   | （不在）   | （不在）   | （不在）   |
| 1997.10 | 1998.03 | 高橋雄一   | 高橋雄一   | 藺草英己                 | 浜中順子   | （不在）   | （不在）   | （不在）                            | （不在）         | （不在）   | （不在）   | （不在）   | （不在）   |
| 1998.04 | 1999.03 | 高橋雄一   | 高橋雄一   | 藺草英己                 | 浜中順子   | （不在）   | （不在）   | （不在）                            | 長久保智子       | 簑輪千尋   | （不在）   | （不在）   | （不在）   |
| 1999.04 | 1999.09 | 高橋雄一   | 高橋雄一   | 藺草英己                 | 浜中順子   | 簑輪千尋   | （不在）   | （不在）                            | （不在）         | （不在）   | （不在）   | （不在）   | （不在）   |
| 1999.10 | 2000.03 | （不在）   | 金井淳郎   | （不在）                 | （不在）   | 簑輪千尋   | （不在）   | （不在）                            | （不在）         | （不在）   | （不在）   | （不在）   | （不在）   |
| 2000.04 | 2001.03 | （不在）   | 金井淳郎   | （不在）                 | 向井佐都子 | 向井佐都子 | 千田淳一   | 千田淳一                            | （不在）         | （不在）   | （不在）   | （不在）   | （不在）   |
| 2001.04 | 2002.03 | （不在）   | 金井淳郎   | （不在）                 | 向井佐都子 | 向井佐都子 | （不在）   | （不在）                            | （不在）         | （不在）   | （不在）   | （不在）   | （不在）   |
| 2002.04 | 2003.03 | 岩田雅人   | 金井淳郎   | 藺草英己                 | 荒井律     | 関口由香里 | （不在）   | （不在）                            | （不在）         | （不在）   | （不在）   | （不在）   | （不在）   |
| 2003.04 | 2004.03 | 岩田雅人   | （不在）   | 藺草英己                 | 浜中順子   | 関口由香里 | （不在）   | （不在）                            | （不在）         | （不在）   | （不在）   | （不在）   | （不在）   |
| 2004.04 | 2005.03 | 岩田雅人   | （不在）   | 藺草英己                 | 田井麗花   | 田井麗花   | （不在）   | （不在）                            | （不在）         | （不在）   | （不在）   | （不在）   | （不在）   |
| 2005.04 | 2006.03 | 岩田雅人   | （不在）   | 藺草英己                 | 田井麗花   | 田井麗花   | 坂井有生   | 坂井有生                            | （不在）         | （不在）   | （不在）   | （不在）   | （不在）   |
| 2006.04 | 2008.03 | 岩田雅人   | （不在）   | 藺草英己                 | 伊藤里奈   | 伊藤里奈   | （不在）   | （不在）                            | （不在）         | （不在）   | （不在）   | （不在）   | （不在）   |
| 2008.04 | 2009.03 | （不在）   | （不在）   | 藺草英己                 | 名和田知加 | （不在）   | （不在）   | （不在）                            | （不在）         | （不在）   | （不在）   | （不在）   | （不在）   |
| 2009.04 | 2010.03 | 坂井有生   | 坂井有生   | 藺草英己                 | 名和田知加 | （不在）   | （不在）   | （不在）                            | （不在）         | （不在）   | （不在）   | （不在）   | （不在）   |
| 2010.04 | 2010.09 | （不在）   | （不在）   | 藺草英己                 | 名和田知加 | 若槻麻美   | （不在）   | （不在）                            | （不在）         | （不在）   | （不在）   | （不在）   | （不在）   |
| 2010.10 | 2011.03 | （不在）   | （不在）   | 藺草英己                 | 名和田知加 | （不在）   | 延増惇     | 藤川貴央                            | 堤友香           | 長澤彩子   | （不在）   | （不在）   | （不在）   |
| 2011.04 | 2012.03 | （不在）   | （不在）   | 藺草英己                 | 名和田知加 | （不在）   | 延増惇     | （不在）                            | 堤友香           | 長澤彩子   | （不在）   | （不在）   | （不在）   |
| 2012.04 | 2012.09 | （不在）   | （不在）   | 藺草英己                 | 名和田知加 | （不在）   | 延増惇     | （不在）                            | （不在）         | 長澤彩子   | （不在）   | （不在）   | （不在）   |
| 2012.10 | 2013.03 | （不在）   | （不在）   | 藺草英己                 | 名和田知加 | （不在）   | 延増惇     | 藤川貴央                            | （不在）         | 長澤彩子   | （不在）   | （不在）   | （不在）   |
| 2013.04 | 2013.09 | （不在）   | （不在）   | 藺草英己                 | 長澤彩子   | 長澤彩子   | （不在）   | （不在）                            | 佐藤真瑚         | 白鳥久美子 | （不在）   | （不在）   | （不在）   |
| 2013.10 | 2013.03 | （不在）   | （不在）   | 藺草英己                 | 長澤彩子   | 長澤彩子   | 鈴木康一郎 | 鈴木康一郎                          | 佐藤真瑚         | 白鳥久美子 | （不在）   | （不在）   | （不在）   |
| 2014.04 | 2014.09 | （不在）   | （不在）   | 藺草英己                 | 長澤彩子   | 長澤彩子   | 鈴木康一郎 | 鈴木康一郎                          | 佐藤真瑚         | 白鳥久美子 | 植木安里紗 | （不在）   | （不在）   |
| 2014.10 | 2015.03 | （不在）   | （不在）   | 藺草英己                 | 長澤彩子   | 長澤彩子   | 鈴木康一郎 | 鈴木康一郎                          | Rika（餃子っ娘） | 白鳥久美子 | 植木安里紗 | （不在）   | （不在）   |
| 2015.04 | 2016.03 | 鈴木康一郎 | 鈴木康一郎 | 藺草英己                 | 松永安奈   | 松永安奈   | （不在）   | （不在）                            | Rika（餃子っ娘） | 白鳥久美子 | 植木安里紗 | （不在）   | （不在）   |
| 2016.04 | 2016.09 | 鈴木康一郎 | 鈴木康一郎 | 藺草英己                 | 岸野文絵   | 岸野文絵   | 斎藤恭紀   | （不在）                            | Rika（餃子っ娘） | 白鳥久美子 | 植木安里紗 | （不在）   | 浜中順子   |
| 2016.10 | 2017.03 | 鈴木康一郎 | 鈴木康一郎 | 藺草英己                 | 神谷美寿々 | 神谷美寿々 | 斎藤恭紀   | （不在）                            | Rika（餃子っ娘） | 白鳥久美子 | 植木安里紗 | （不在）   | 浜中順子   |
| 2017.04 | 2018.03 | 伊藤亮太   | 伊藤亮太   | 藺草英己                 | 神谷美寿々 | 神谷美寿々 | 斎藤恭紀   | 江戸むらさき                        | Rika（餃子っ娘） | 白鳥久美子 | 植木安里紗 | （不在）   | 浜中順子   |
| 2018.04 | 2019.03 | 伊藤亮太   | 伊藤亮太   | 野村浩二（江戸むらさき） | 福盛田悠   | 福盛田悠   | 斎藤恭紀   | （不在）                            | Rika（餃子っ娘） | 白鳥久美子 | 植木安里紗 | （不在）   | 浜中順子   |
| 2019.04 | 2021.06 | 伊藤亮太   | 伊藤亮太   | 野村浩二（江戸むらさき） | 我如古梨乃 | 我如古梨乃 | 斎藤恭紀   | （不在）                            | Rika（餃子っ娘） | 白鳥久美子 | 小林愛     | 笠原咲紀   | 浜中順子   |
| 2021.07 | 2022.03 | 伊藤亮太   | 伊藤亮太   | 野村浩二（江戸むらさき） | 我如古梨乃 | 我如古梨乃 | 斎藤恭紀   | 松井奏（IMPACTors / ジャニーズJr.） | Rika（餃子っ娘） | 白鳥久美子 | 小林愛     | 笠原咲紀   | 浜中順子   |
| 2022.04 | 2023.03 | （不在）   | （不在）   | 野村浩二（江戸むらさき） | 我如古梨乃 | 我如古梨乃 | 斎藤恭紀   | 松井奏（IMPACTors / ジャニーズJr.） | Rika（餃子っ娘） | 白鳥久美子 | 小林愛     | 笠原咲紀   | 浜中順子   |
| 2023.04 |         | （不在）   | （不在）   | 野村浩二（江戸むらさき） | 我如古梨乃 | 我如古梨乃 | 斎藤恭紀   | （不在）                            |                  | 白鳥久美子 |            |            | 浜中順子   |

## 主なコーナー

### 現在のコーナー
- 特集
- 福島ハッ！見伝！（不定期）
- ふくしま調査隊（不定期）
- リビング新聞コラボ いま行きたいお店（月1回）
- おいでよ！ショッピングモールフェスタ（月1回）
- 野村パイセンの俺に聞いてくれ！（不定期）
- 2択でQ
- ビビット通信（インフォメーションコーナー）
- 浜ちゃんぽ（月1）
- こんばんは！サタふくです！（不定期）
- 中継（不定期）

### 過去のコーナー
- エノやんのとびある記（番組開始 - 1985年3月） - 榎本文克担当のコーナー
- みんなでアタック（番組開始 - 1982年9月、視聴者参加コーナー）
当時はTBS系列に属していたため、テーマ曲はTBS系列スポーツテーマ『コバルトの空』。
ハガキで募った視聴者参加の中継コーナーで、運動会の種目から在京キー局のバラエティ番組で行う対決企画のようなものまでさまざまなジャンルの種目で対決する企画。優勝者にはメダル・副賞の時計が贈呈された。放送された1年の間に「缶ゲタ大障害」（初回）「出前競争」「イモムシ大障害競走」「尻相撲」「パター早打ち競争」「タマゴでゴルフ」「ゲートボール大会」「人間ジューサーレモン搾り競争「お母さんのゴーカートトライアル」「速球王は誰だ」「国際対抗リンボーダンス」「牛乳早飲み競争」「二人羽織団子早食い」「大盛ラーメン早食い競争」「大ジョッキビール早飲み競争」といった種目が行われた。
- アツローのせっかくどうも（1985年4月 - ） - 金井淳郎担当のコーナー
- 茂ちゃんの住まいの安心リフォーム（1990年代、ホームトピア社長（当時）の佐々木茂夫によるリフォーム情報コーナー）
- WANTED
- 極めろ旬！
- ふくしま再発見
- 週末はこれで決まり
- はーと・歩っぽ
- メインディッシュ
- サタふくカフェ
- フルーツバー
- 串揚げじゅうじゅう
- おさんじレシピ
- なるへそ!OH元気。
- ワールドディッシュ
- ハッピーフルーツ
- チョイスでドン
- 坂井が見学
- サタふくスイーツ部
- お店でQ!
- 藤さんのはっ？県伝
- ジャージー名和田
- 延増惇のいい湯だな
- 長澤彩子のスマイルナビ
- 安奈のあんなとこ どんなとこ?
- キビタン体操
- 鈴木康一郎のいい湯だな（不定期）
- くうちゃんの旬だ!春夏秋冬（月1回）
- いぐさひできの自転車でGO!
- 久美子が行く！乙女のキュン紀行（月1回）
- 福福シューカツ（月1回）
- 江戸むらさきのショッピングモールフェスタからこんにちは!（月1回）
- 今週の一品
- 里山のつぶ便り
- 情報topics
- 斎藤さんのお天気大百科
- サタらぼ
- らくらく気功塾　（1994年-1998年、月2回のち月1回）
- 福テレチョイス
- 衝撃！FUKUSHIMA
- パネトーク
- 斎藤さんのお天気大百科
- 来週の運勢

## 備考
- 11月の第2日曜日は東日本女子駅伝があり、また、秋の福島競馬開催中でもあり、さらに4年に1回は福島市長選挙があるため、駅伝前日の放送は出演者が揃ってロケに出て（事前収録）、スタジオからの放送はない。以前は女子駅伝直前特番の態勢で生放送しており、メイン解説の増田明美がゲスト出演していたこともあった。
- 1992年の某日の放送で、中継コーナーでリポーターの今野明美（当時福島テレビアナウンサー）が熊汁のリポートを行った際、出店者の男性に「このお汁の中に熊が何頭分ぐらい入ってるんですか?」と聞くと、男性は何を勘違いしたのか、「4日間で煮とおるんです」と話し、今野アナは「この中に2頭分の熊が入ってるそうなんですよ」とリポートする一幕があった。この模様は後にフジテレビの番組『FNS番組対抗NG名珍場面大賞』の中で全国放送され、同年末の放送では露木茂（当時フジテレビアナウンサー[注 4]）のいち押しNG映像としても紹介された。
- 毎年年末は放送時間を30分拡大され、13時30分までの年末特番となる。
  - なお、2003年の年末放送は『Lばんスーパーニュース』との合同特番となった（この形式はしばらく続いた）。冒頭では、Lばんスーパーニュースのセットでサタふく司会陣が挨拶をし、逆にサタふくのセットでLばんスーパーニュースのキャスター陣で挨拶をしたり、両番組キャスター陣が福島市内の料理教室でおせち料理作りに奮闘したり、坂井が藺草のコーナーをもじった「坂井有生の自転車でOH!」という、郡山市のうすい百貨店前から福島市の福島テレビ本社スタジオまで自転車で目指すコーナーを担当したりしていた。
- 2011年3月11日に発生した東日本大震災（東北地方太平洋沖地震）に伴う報道特別番組により、13日などの放送を休止。26日以降の放送は視聴者からメッセージを寄せるなど震災関連の内容に変更。26日の放送中には延増が号泣するシーンが見られた。
- 月1レギュラーで出演していた白鳥が2020年3月28日出演後に体調を崩し4月8日に新型コロナウイルスに感染していたことを所属事務所が公表[4]。これにより4月11日は放送時間を1時間短縮して13時までの短縮放送とし、スタジオはコーナーである浜ちゃんぽに出演の浜中1人で進行した[5]。また4月18日から5月23日までは1時間番組となり、MCである野村は自宅からのリモート出演[6][7]。5月30日からは通常の2時間番組に戻ったが、野村のリモート出演は継続し、白鳥もリモート出演となった[8]。6月20日に野村、6月27日に白鳥がそれぞれリモート出演からスタジオ出演へ復帰したが[9][10]、再び、7月4日に野村が、7月25日に白鳥がそれぞれリモート出演に戻った[11][12]。
- 2020年5月9日は、短縮されていた13時00分 - 14時00分までを、『サタふくスペシャル 緊急応援宣言 〜コロナに負けない生活を応援します〜』として放送した（12時00分 - 13時00分までは通常通り放送）[13]。
- この番組の新年度1回目には、その年度に入社したアナウンサーの初鳴きで放送されることがある。過去には、藺草（1995年度入社）や伊藤（2016年度）も、この番組でアナウンサーとしてデビューを飾った。